# Valle del Ceno
La valle del Ceno  è una valle italiana dell'Appennino ligure, situata in provincia di Parma (ma precedentemente appartenente alla Provincia di Piacenza). È formata dal fiume omonimo, che nasce dal monte Penna e confluisce, dopo 63 km, nel Taro come affluente sinistro.
Confina a meridione e a oriente con la val di Taro, a occidente con la val d'Aveto, a settentrione con la val d'Arda e la val Nure, in provincia di Piacenza.
La valle è chiusa dai monti Penna (1735), Tomarlo (1602), Bue (1775), Maggiorasca (1804), Ragola (1710), Orocco (1372), Carameto (1328).

## Passi
Viene messa in comunicazione con la Liguria attraverso il passo della Tabella (1399) e quello del Tomarlo (1494); con la provincia di Piacenza attraverso il passo dello Zovallo (1405), il passo delle Pianazze (987), il passo Linguadà e il passo del Pellizzone (1029).

## Storia
La valle del Ceno fu abitata già in epoca preistorica, come testimoniano i ritrovamenti di Città d'Umbrìa. Fu abitata dai Liguri e poi dai Romani. Vi risiedettero anche i Longobardi, da cui il toponimo Bardi.
A testimonianza dell'importanza che la valle ebbe nei secoli passati rimangono imponenti costruzioni come il castello di Bardi, il battistero di Serravalle (frazione di Varano de' Melegari) del VII secolo e il castello di Varano de' Melegari.
Durante la seconda guerra mondiale, nell'estate del 1944 la Valle del Ceno fu una delle repubbliche partigiane nella Resistenza all'invasore nazista. Conseguentemente la zona fu teatro dell'operazione Wallenstein, una serie di rastrellamenti di partigiani effettuati da forze nazi-fasciste:.

## Comuni
La valle comprende i comuni di: 
- Bardi
- Bore
- Pellegrino Parmense
- Varano de' Melegari
- Varsi